# Hans-Georg von Friedeburg
Hans-Georg von Friedeburg (født 15. juli 1895 i Strassburg, død 23. maj 1945 i Flensburg-Mürwik) var den sidste kommanderende admiral i Det Tredje Riges Kriegsmarine.
På trods af at han havde en jødisk bedstemor, var han en ivrig nazist. Der blev flere gange rettet anklager mod hans jødiske baggrund, men han blev beskyttet af Heinrich Himmler. 

## Biografi
Hans-Georg von Friedeburg indtrådte i Kaiserliche Marine den 1. april 1914 som søkadet. Under 1. verdenskrig blev han i december 1914 forfremmet til "Fähnrich zur See" og gjorde tjeneste på slagskibet SMS Kronprinz og tog del i Søslaget ved Jylland mod Royal Navy. Den 13. juli 1916 blev han forfremmet til "Leutnant zur See". I december 1917 var Friedeburg efter et halvt års uddannelse fra juni 1918 til slutningen af krigen vagtofficer på undervandsbåden SM U 114. 
Da Karl Dönitz blev Det Tredje Riges sidste fører i 1945, var Friedeburg øverstbefalende for Kriegsmarine fra den 1. maj til den 23. maj 1945. Tidligt i maj 1945 blev Friedeburg pålagt at få en fredsaftale i stand med De Allierede. Han var leder af den tyske delegation, som kapitulerede til den britiske delegation under ledelse af feltmarskal Bernard Montgomery på Lüneburger Heide den 4. maj. Det førte til, at de tyske styrker i Holland, Danmark og det nordvestlige Tyskland overgav sig. Friedeburg undertegnede den fuldstændige kapitulation i Reims den 7. maj og i Berlin den 8. maj.
Den 23. maj 1945 blev von Friedeburg anholdt af britiske soldater mistænkt for krigsforbrydelser. Samme dag begik han selvmord ved at indtage gift.
Von Friedeburg var siden 1921 gift med Ursula von Harlem (født 1899). Parret fik to sønner.
- Feltmarskal Bernard Montgomery modtager den 3.maj 1945 ved Lüneburg den tyske delegation til våbenstilstandsforhandlingerne. Friedeburg (til venstre), general Eberhard Kinze] og kontreadmiral Gerhard Wagner.
- Fra modtagelsen i Lüneburg den 3. maj 1945
- Fra venstre til højre: Major Wilhelm Oxenius, general Jodls adjudant, general Alfred Jodl, lederen af den tyske delegation generaladmiral Hans-Georg von Friedeburg, generalmajor Kenneth W. D. Strong. Taget i Reims den 7. maj 1945.
- Hans-Georg Friedrich Friedeburgs gravsted på Adelby kirkegård ved Flensborg.